# Венеційська ліра
Венеційська ліра (італ. Lira veneziana) — розрахункова грошова одиниця Венеційської республіки. Як розрахункова одиниця каролінзької грошової системи, що була введена в Європі імператором Карлом Великим в другій половині VIII століття, лібра (ліра) складалась з 20 солідів (сольдо), кожен з яких складався з 12 денаріїв (денаро). При цьому фактично карбувались лише денарії, сама лібра (ліра) і сольдо протягом багатьох сторіч залишались лише розрахунковими грошовими одиницями.
Вперше у Венеції у вигляді срібної монети ліра була викарбувана в 1472 році. Монета мала вагу 6,52 г срібла 948 проби та карбувалась до 1575 року. Венеційський золотий дукат (цехін) дорівнював 7 лірам.
У 1807 році венеційську ліру було замінено на італійську ліру недовговічного наполеонівського Італійського королівства, а згодом з 1815 по 1848 рік ломбардо-венеційською лірою Австрійської імперії.
Випуск венеційської ліри був ненадовго відновлений тимчасовим урядом Венеційської республіки (Республіки Сан-Марко), проголошеної в 1848 під час Італійської революції 1848—1849 років, після чого її було замінено італійською лірою об'єднаного Італійського королівства.

## Венеційська ліра як розрахункова одиниця
Після монетної реформи Карла Великого, в Західній Європі поширилась каролінзька монетна система, яка складалась з лібри (італійською — ліра), що ділилась на 20 солідів (італійською — сольдо) та 240 денаріїв (італійською — денаро). В цій системі карбувались лише найдрібніші грошові одиниці — срібні денарії, а лібра та солід залишались лише розрахунковими. Після розпаду Каролінзької імперії держави, що постали на її та сусідніх територіях перейняли цю систему. Але оскільки в різних державах місцеві монети денарії девальвували (втрачали вміст срібла) з різною швидкістю, розрахункова лібра, жорстко прив'язана в співвідношенні 1:240 до денарію, в різних місцях стала різнитись по змісту срібла між собою.
Привілей карбувати гроші був наданий Венеції в 921 році королем Італії Рудольфом Бургундським. Найстаріший документ, у якому згадується венеційська ліра, як «лат. libra venetorum parvorum» або «лат. libra denariorum venetarum» датується 953 роком. Спочатку каролінзький денарій важив 1,7 г чистого срібла, але в XI—XII століть він постійно знецінювався і наприкінці XII століття венеційський денаро містив лише 0,08 г чистого срібла. Відповідно до венеційського денарію падала в ціні й венеційська ліра. Близько 1200 року дож Енріко Дандоло запровадив нову революційну монету «товстий денарій» або гроссо, який коштував по вмісту срібла 24 старих денаріїв, що стали зватись денаро пікколо (denaro piccalo — малий денаро). У XIII—XIV століттях гроссо став головною венеційською торговою монетою. Але оскільки вартість стабільного гроссо відносно денаро пікколо надалі постійно зростала, для обліку гроссо була введена нова розрахункова одиниця срібла «ліра гроссі» (італ. lira di grossi), яка поділялась на 240 гроссо. Стара ліра, що й надалі поділялась на 240 денаріїв пікколо. отримала назву «ліра піккола» (італ. lira piccola). Відразу після своєї появи гроссо містив 2,1 г чистого срібла та оцінювався у 26 денаро пікколо, але до 1350 року його ціна збільшилась до 48 денаро пікколо. Ліра гроссі також пропорційно збільшувалася в ціні з 26 до 48 лір пікколі. Але з припиненням карбування гроссо в 1471 році, розрахункова ліра гроссі також вийшла з подальшого ужитку.
В 1472 році ліра гроссі поступилася місцем розрахунковій одиниці дукат, що дорівнював 1⁄10 ліри гроссо або 24 гроссо і одночасно 6,2 ліри пікколо чи 124 сольді пікколі. Плутанина виникла в XVI столітті, коли рахунковий дукат став коштувати менше, ніж золотий дукат, що призвело до того, що золоту монету назвали цехін (венда zecchino) і вважалося, що вона коштує більше, ніж рахунковий дукат у 6,2 ліри.
В цьому ж році у Венеційській республіці було прийнято рішення про карбування срібних монет номіналом в 1 ліру пікколі (яка на той час містила лише 6,18 г срібла) і продовжувала карбувати ліри незмінної ваги та проби протягом наступних більш ніж ста років.

## Венеційська ліра як монета (1472-1575)

### Ліра Трон

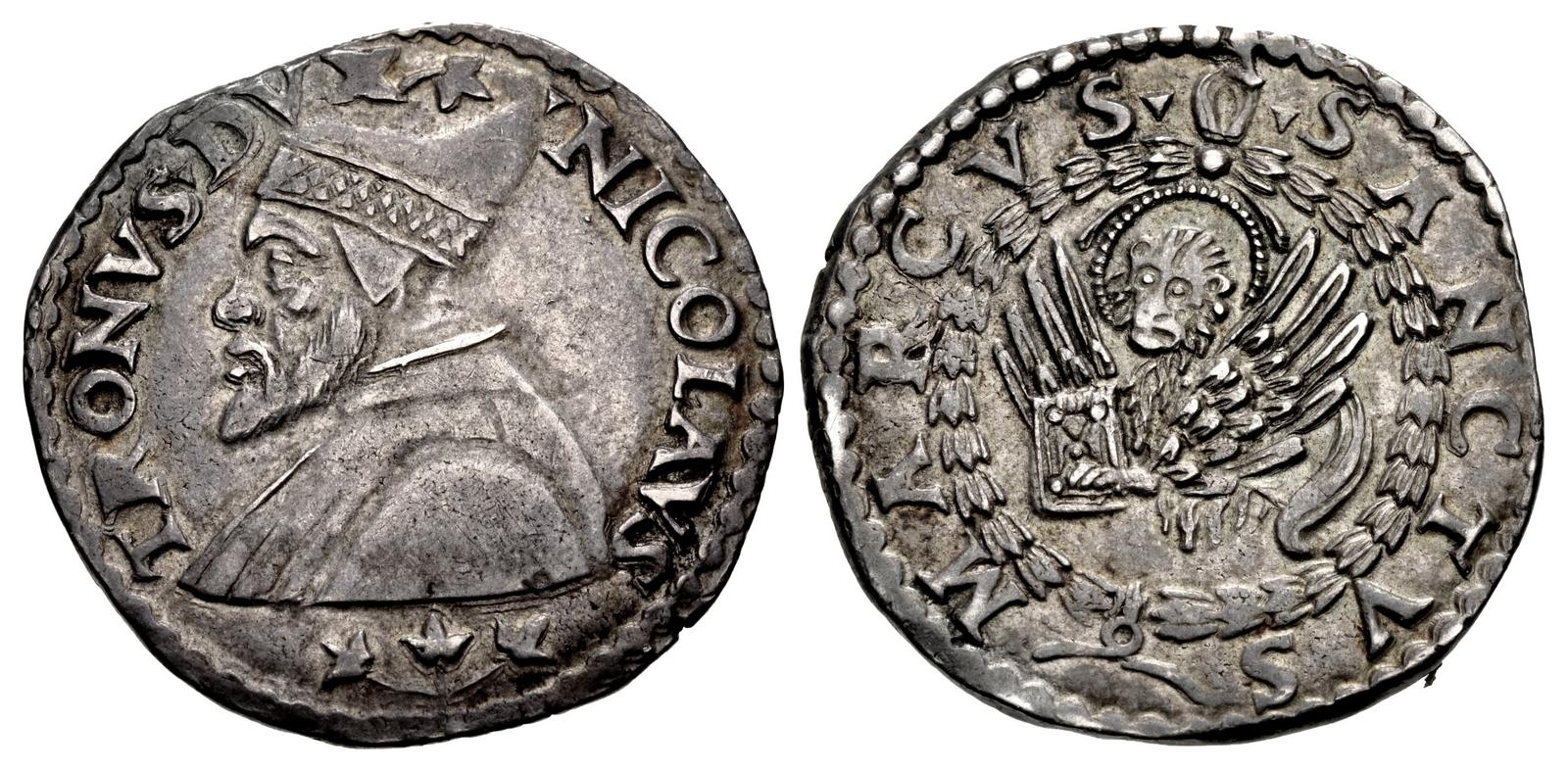
Срібна венеційська ліра Трон, (1472—1473) із зображенням на аверсі дожа Нікколо Трона. 28 мм, 6.43 гр, 5h

Вперше монета номіналом в ліру була викарбувана у Венеції в 1472 році під час правління дожа Ніколо Троно (1471—1473). Монета, що отримала назву ліра Трон мала вагу 6,52 г срібла 948 проби, тобто містила 6,18 г чистого срібла. Аверс містив зображення дожа, а реверс — крилатого лева Святого Марка.
Зображення дожа на монеті викликало аналогії з монархією та невдоволення республіканських кіл. Після смерті Ніколо Троно у 1473 році випуск портретної ліри та багатино припинено. Хоча саму ліру Трон карбували всього два роки, вона мала істотне значення для грошового обігу Італії, оскільки стала взірцем для наслідувань срібних монет інших італійських держав.

### Ліра Моченіго

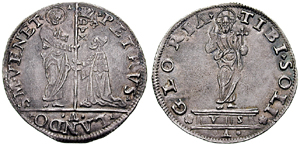
Срібна венеційська ліра Моченіго, 6.48 гр, (1539—1545 рр).

За наступного після Троно дожа П'єтро Моченіго (1474—1476), з монети прибрали портрет дожа і стали карбувати ліри із зображенням фігури уклінного перед апостолом Марком дожа. На ревеосі монети замість крилатого венеційського лева було зображено фігуру Христа на п'єдесталі. Ця монета отримала назву ліра Моченіго. Як і попередня ліра Трон, ліра Моченіго мала вагу 6,52 г срібла 948 проби.
Не дивлячись на подальшу зміну дожів, монета зберегла свою вагу, зовнішній дизайн і назву протягом ста років до припинення карбування в 1575 році. Після припинення карбування монет, ліра продовжувала залишатись розрахунковою грошовою одиницею Венеції до моменту ліквідації республіки Наполеоном в останніх роках XVIII століття

### Інші венеційські монети
Невдовзі після початку карбування венеційської ліри вагою в 6,5 г, з початком XVI століття в Європі як головна срібна торгова монета набула популярності нова велика срібна монета типу талера, що важила біля 30 г, і по своїй вартості дорівнювала ціні одного золотого гульдена. Після появи у Німеччині, ці монети почали активно наслідуватись в інших країнах. Оскільки значно менша венеційська ліра не витримувала конкуренції з талером, у Венеції було прийняте рішення замінити ліру новою монетою, подібною до талера.
В 1578 році у Венеції почали карбувати срібний скудо — велику срібну монету талерного типу, що містила 30,1 г чистого срібла. В 1578 році вартість скудо оцінювалось в 7 лір, а до 1739 року зросла до 12,4 ліри. В 1797 році було випущено толлеро, срібна монета номіналом 3/4 скудо, що важила 23,4 г і оцінювалась в 10 лір.
Наприкінці XVIII століття, на момент ліквідації Наполеоном Венеційської республіки, у венеційському обігу була велика кількість монет різних номіналів. Срібні монети карбувалися номіналом в 6 і 12 денаро. Срібні розмінні монети включали 5, 10, 15 і 30 сольді, ⅛, ¼, ½ і 1 дуката, а також ⅛, ¼, ½ і 1 таллеро. Золоті монети включали ¼, ½ і 1 дукат, 1 доппію та 4, 5, 6, 8, 9, 10, 12, 18, 20, 24, 25, 30, 40, 50, 55, 60, 100 і 105 цекіні.
У 1797 році тимчасовий наполеонівський уряд випустив срібні толеро вартістю 10 лір пікколі. За ними під час австрійської окупації з'явились срібні монети з номіналом 1⁄2, 1, 11⁄2 ліри провінціале (ire provinciale), які коштували набагато менше, ніж ліра піккола.
Тимчасовий уряд випустив срібні монети номіналом 10 лір у 1797 році. Під час австрійської окупації вони були випущені в ½, 1, 1½ та 2 срібних ліри та 1 золоту зечинно, випущені між 1800 і 1802 роками.
Величезна різноманітність монет була викарбувана за їхньою валютною системою після 1750 року, коли ліра піккола містила 2,4 грама чистого срібла, причому багато монет мали такі унікальні назви:
- Мідь1⁄2 безцо )
- Білон 1 сольдо (marchetto), 2 сольді (gazetto, на честь якого названо газету), 5, 10, 15 сольді та 30 сольді (lirazza)
- Срібний Ducatello або Ducato Effettivo : 8 лір (також у частках 1/2, 1/4 і 1/8)
- Срібний дукатон або джустініано : 11 лір (також у частках 1/2, 1/4 і 1/8)
- Срібний скудо д'Ардженто або скудо делла Кроче : 12,4 ліри (також у частках 1/2, 1/4 і 1/8)
- Золото Zecchino (або пайетка, дукат ; також у кратних цінах): 22 ліри
- Золотий Doppio (також званий дублон або пістоль): 38 лір.

В XIX столітті венеційська ліра піккола була витіснена спочатку в 1806 році новою десятковою італійською лірою наполеонівського Італійського королівства, а згодом з 1815 по 1848 рік.ломбардо-венеційською лірою Австрійської імперії.
Випуск венеційської ліри був ненадовго відновлений тимчасовим урядом Венеційської республіки (Республіки Сан-Марко), проголошеної в 1848 під час Італійської революції 1848—1849 років, після чого її було замінено італійською лірою об'єднаного Італійського королівства.

## Ліра Республіки Святого Марка

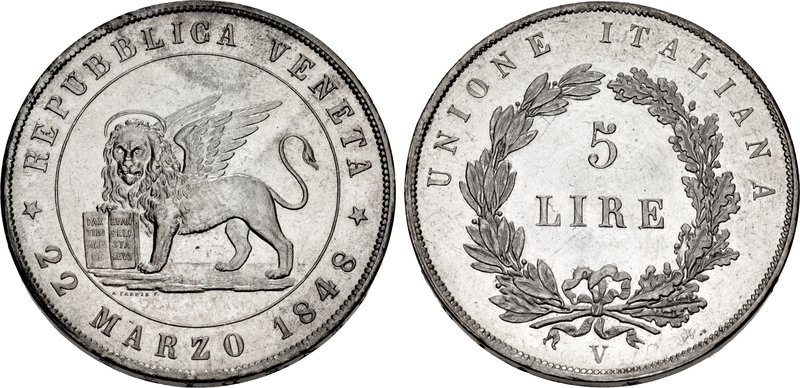
Монета 5 лір (1848), срібло, 25 г.

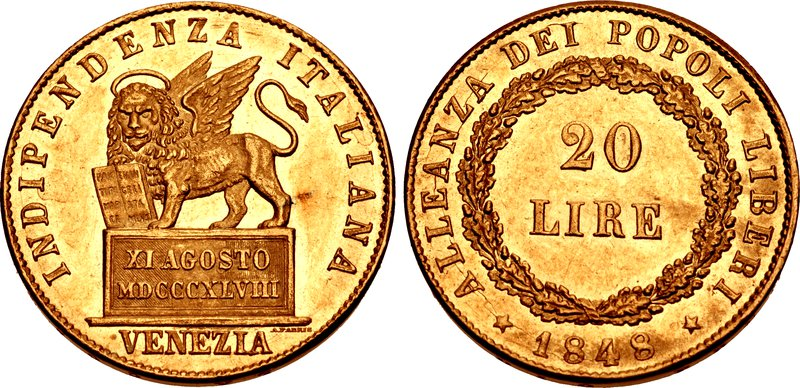
Монета 20 лір (1848), золото, 6,45 г. (21mm, 6h)

Ліра була знову введена в обіг Республікою Сан-Марко в 1848 році на рівні з французьким франком, який остаточно замінив усі попередні валюти, а також ліру піккола, причому остання оцінювалася в 0,5116 італійської ліри.
Менш ніж за два роки свого існування ця нова республіка встигла викарбувати дві срібні монети, викарбувані в 1848—1849 рр., в 1 ліру та 5 лір, на основі моделі монет гермінальського франка (5 г і 25 г срібла 900 тисячних). Була також золота монета у 20 лір, також виготовлена за французьким зразком. Розмінними монетами ліри Республіки Сан-Марко були 1, 3, 5 і 15 центезімі, що карбувались з міді та білону. На реверсі всіх цих монет зображений лев Святого Марка. Легенда читає Independenzia Italiana (незалежність Італії), потім Venezia (Венеція) і Alleanza dei Populi Liberi (союз вільних народів). У 1850 році під контролем Австрії Ломбардо-Венеційська ліра знову стала офіційною валютою.